# 34 Dywizja Piechoty (LWP)
34 Dywizja Piechoty (34 DP) – związek taktyczny piechoty Wojska Polskiego przewidziany do sformowania w planie mobilizacyjnym „PM-53”.
34 Dywizja Piechoty nie istniała w czasie pokoju. Była związkiem taktycznym przewidziany do sformowania w planie mobilizacyjnym „PM-53” na bazie oddziałów 3 Pomorskiej Dywizji Piechoty w Siedlcach. Zgodnie z założeniami planu „PM-53” dywizja miała wejść w skład 4 Korpusu Armijnego.

## Struktura dywizji
- dowództwo i sztab - na bazie dowództwa 3 DP
- trzy pułki piechoty
- pułk artylerii lekkiej
- dywizjon artylerii przeciwpancernej
- dywizjon artylerii przeciwlotniczej
- batalion łączności
- batalion saperów
- kompania chemiczna
- kompania zwiadu
- kompania samochodowa
- batalion szkolny
- batalion sanitarny